# 이채빈
이채빈(2012년 11월 8일 ~ )은 대한민국의 배우, 모델이다.

## 출연

### 방송

#### 드라마
- 2019년 OCN 《빙의》
- 2019년 JTBC 《으라차차 와이키키 2》
- 2019년 TvN 《악마가 너의 이름을 부를 때》 - 강 과장 딸 역
- 2019년 SBS 《시크릿 부티크》
- 2021년 SBS 《모범택시》
- 2021년 KBS 1TV 《국가대표 와이프》 - 방사랑 역
- 2021년 카카오TV 《그림자 미녀》 (웹 드라마) - 어린 구애진 역 (심달기 아역)
- 2022년 넷플릭스 《지금 우리 학교는》 (웹 드라마)
- 2022년 TvN 《링크 : 먹고 사랑하라, 죽이게》